# District historique de Sunshine Mile
Le district historique de Sunshine Mile – ou Sunshine Mile Historic District en anglais – est un district historique américain à Tucson, dans le comté de Pima, en Arizona. Inscrit au Registre national des lieux historiques le 26 mai 2020, il comprend des bâtiments dans plusieurs styles architecturaux, dont deux dans le style Pueblo Revival.